# Gaur
A gaur (Bos gaurus) az emlősök (Mammalia) osztályának párosujjú patások (Artiodactyla) rendjébe, ezen belül a tülkösszarvúak (Bovidae) családjába és a tulokformák (Bovinae) alcsaládjába tartozó faj.

## Előfordulása
India, Nepál, Banglades, Thaiföld, Kambodzsa, Laosz, Dél-Vietnám, Jünnan és Malajzia magasabban fekvő (1800 méterig) dzsungeleiben, szavannáin élnek. Mianmar területéről mára kihalt. A víz közelségét kedveli, de abba nem szokott belemenni (szemben a vad vízibivallyal), sőt dagonyázni sem szokott a sárban.

## Alfajai
- Bos gaurus gaurus (Smith, 1827) – India, Nepál és Banglades, a jelenlegi gaurállomány 90%-a tartozik ide
- Bos gaurus hubbacki Lydekker, 1907 – Thaiföld és Malajzia területén él, a legkisebb méretű alfaj
- Bos gaurus readei Lydekker, 1903 – Kambodzsa, Laosz, Dél-Vietnam és Jünnan. A legveszélyeztetettebb, Mianmaran már ki is pusztult

A gayalt (Bos frontalis) korábban a gaur háziasított alakjának vagy alfajának tartották Bos gaurus frontalis név alatt, azonban 2003 óta a Nemzetközi Zoológiai Nomenklatúrabizottság (ICZN) úgy döntött, hogy ezt az állatot külön fajként, a Bos frontalis binomiális névvel kell illetni. A döntés azután született meg, hogy vadonélő gayal állományra bukkantak a kutatók; azonban még nem lehet tudni, hogy ez az állomány tényleg eredetileg vad vagy csak elvadult, illetve elkóborolt egyedek leszármazottai. A legfrissebb törzsfejlődéses (philogenesis) vizsgálatok szerint a gayal anyai ágon a gaur, a zebu és a szarvasmarha leszármazottja; így tehát nem tisztán a gaur alfaja. Emiatt önálló Bos-faji rangra emelhető.

## Megjelenése
A legnagyobb vadon élő tülkösszarvú, testhossza 250-330 centiméter, marmagassága 165-220 centiméter, tömege átlagosan 650-1000 kilogramm, de a legnagyobb hímek akár az 1500 kilogrammot is elérhetik. Az indiai szafariturizmust hirdető kiadványok indiai bivalyként is említik, amely természetesen nem helyes, bár szemtől szemben valóban emlékeztet a bivalyokra. Régen a bölényekkel rokonították, a genetikai vizsgálatok a szarvasmarhákkal hozták közeli rokonságba. Különösen a szintén hatalmas bantenghez áll közel, még szaporodóképes hibridek is születhetnek a keresztezésükből.
Sötét színű (amely lehet sötétvörös és fekete) állat. Legfeltűnőbb jellegzetessége S alakú, hatalmas szarva, amely 60-115 centiméteres. A bikák jóval nagyobbak a teheneknél, szarvuk is erőteljesebb. A feltételezések szerint képesek olyan szagot kibocsátani, amely a vérszívó rovarokat elriasztja.

## Életmódja
Az emberi zavarásnak kevésbé kitett területeken nappali állat, a reggel és késő délután a legaktívabb (a nappali forróságot árnyékban pihenve vészeli át). A sűrűbben lakott területeken azonban éjszakai életmódra tért át. A száraz évszakban a csordák egyesülhetnek, míg a monszun beköszöntével nagyobb területen szóródnak szét. A csordáik így 3-40 fősek lehetnek. Időnként más növényevőkkel, például számbárszarvasokkal is összeállnak.
Elsősorban fűféléket, leveleket, fiatal hajtásokat legelnek, de a terméseket is szívesen fogyasztják. Thaiföldön a fiatal bambuszhajtásokat kedvelik leginkább.
Természetes ellenségük kevés van, a leopárdok, ázsiai vadkutyák, óriáskígyók és krokodilok elsősorban a borjakra veszélyesek. Az egyetlen állat, amely meg mer támadni egy kifejlett gaurt, a tigris, bár a harc az ő esetében is kétesélyes.

## Szaporodása
A szociális csoportjainak élén egy kifejlett bika áll. Az elsőbbséget harccal döntik el, amely azonban ritkán vezet súlyos sérüléshez, a termetbeli különbségek hamar eldöntik a vitát. Más hímek magányosan járják az erdőt. A bikák „éneke”, vagyis mély bőgése akár 1,6 kilométerre is elhallatszik.
Bár egész évben pározhatnak, két szaporodási csúcsot sikerült megfigyelni: decemberben és júniusban. A tehenek vemhessége átlagosan 275 napig tart, miután 1, ritkán 2 borjat ellenek. A fiatalokat 7-12 hónap múlva választják el. A gaurok 2-3 évesen válnak ivaréretté, és körülbelül 30 évig élnek.

## Természetvédelmi helyzete
A Természetvédelmi Világszövetség (IUCN) szerint a gaur sebezhető faj. Jelenlegi összegyedszámát 20 000 példányra becsülik. Megritkulásának okai a vadászat és az élőhelyeinek pusztítása. Elterjedési területén nem egyenletesen oszlik meg a faj. Indiában egyedszáma jelentősen nőtt az utóbbi időben, az összes gaur 90%-a itt él. Főleg nemzeti parkokban és rezervátumokban fordul elő a faj. A nepáli Royal Chitwan Nemzeti Parkban is előfordul. Ezzel szemben Délkelet-Ázsiában a gaur helyzete elkeserítő. Itt mindenütt nagyon kis populációk vannak (Malajziában például már csak 300 példány él), amelyek a teljes kipusztulás határán állnak.

## Egyéb
Egyes területeken félénk, visszahúzódó állat, kerüli az emberrel való összeütközést. Máshol azonban kifejezetten veszélyesnek és agresszívnek ismerik a helyiek. Gyakran még a házi marhákat is megtámadják és megölik.
A gaur név a hindi nyelvből származik, és világszerte így ismerik a fajt. Indiában a gauron kívül szeladang néven is ismert. Mianmarban pyaung-nak hívják, Kambodzsában a kiting, míg Vietnámban a kratie néven ismerik.

## Képek

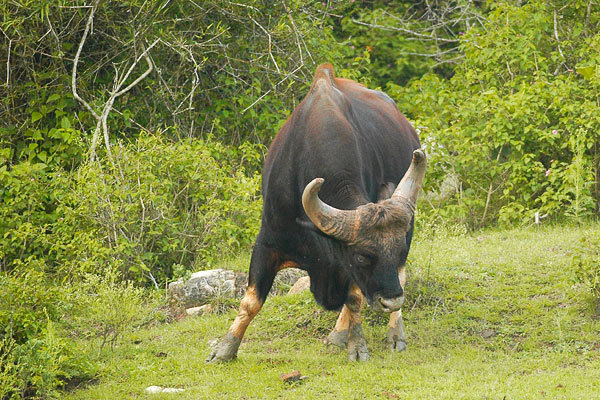
Gaur bika a Bandipur Nemzeti Parkban, India déli részén
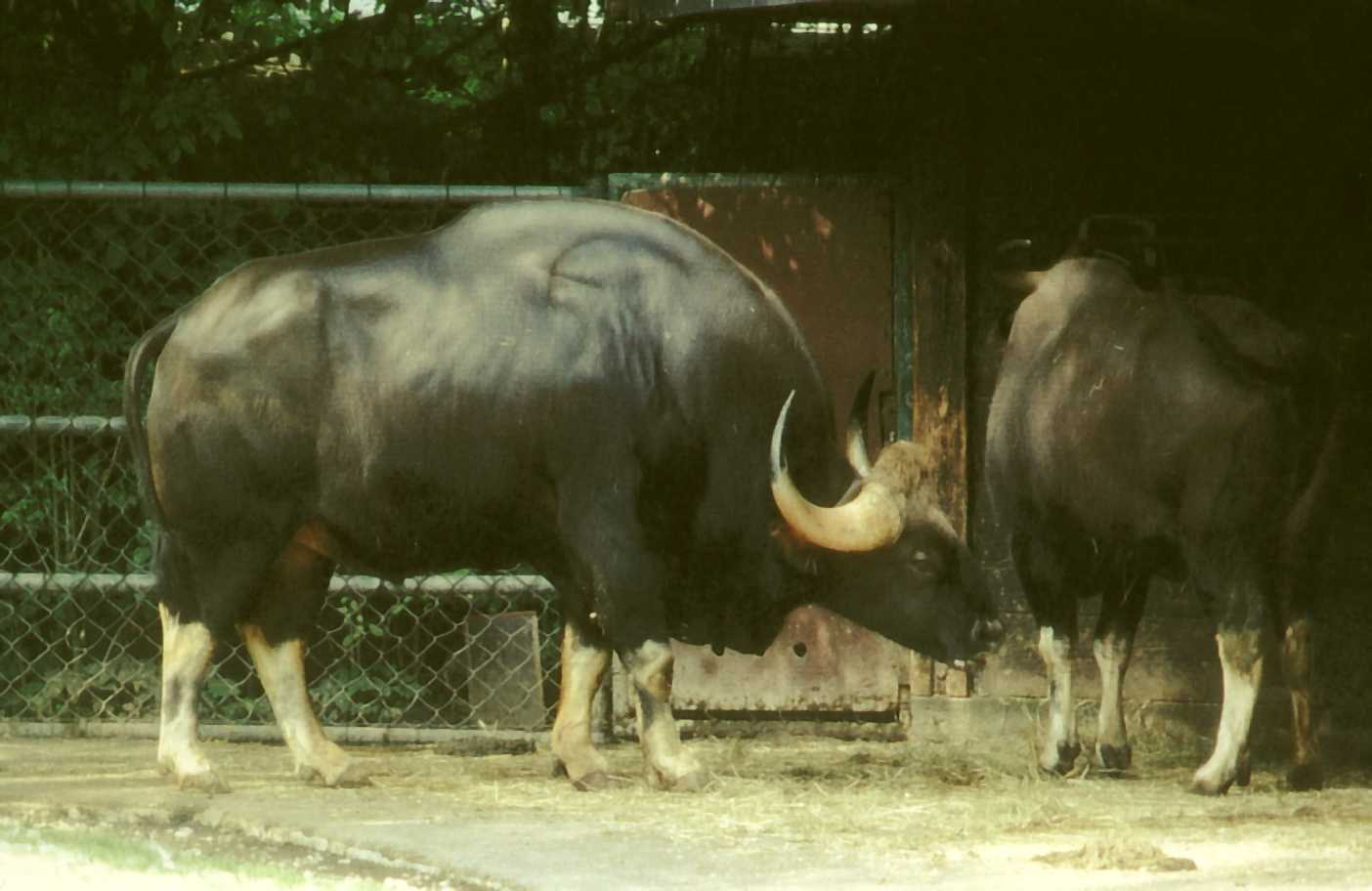
Gaurok a müncheni állatkertben
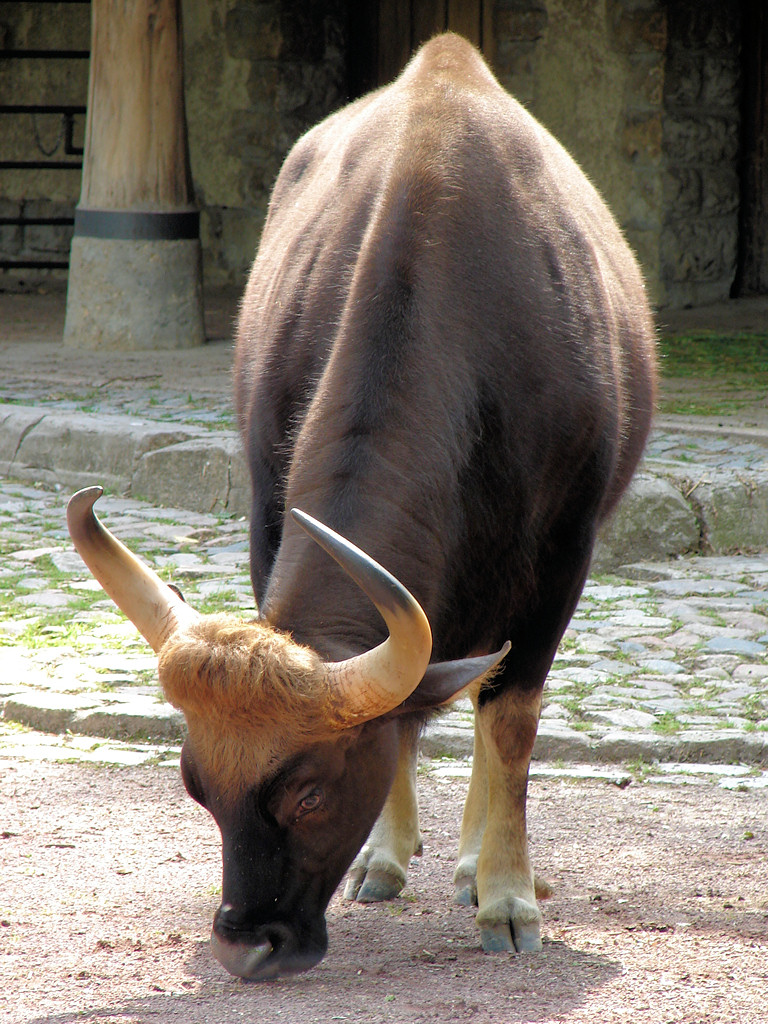